# 天主教坎培拉暨古爾本總教區
天主教坎培拉暨古爾本總教區（拉丁語：Archidioecesis Camberrensis – Gulburnensis）是澳大利亞一個羅馬天主教教省總教區，直屬教廷。
教座包括澳大利亞首都坎培拉，以及新南威爾斯州東南部。2008年有教友159,670人、五十五個堂區、一百二十名司鐸。總主教席位自2012年4月2日起懸空。
1862年11月17日成立了古爾本教區，1948年2月5日升為坎培拉（古爾本）總教區。2006年6月19日易名至今。